# ایدیت روزولت
 ایدیت روزولت (انگلیسی: Edith Roosevelt؛ ۶ اوت ۱۸۶۱ – ۳۰ سپتامبر ۱۹۴۸) یک سیاست‌مدار اهل ایالات متحده آمریکا بود. وی بین سال‌های ۱۹۰۱ تا ۱۹۰۹ عهده‌دار سمت بانوی اول ایالات متحده بوده‌است.